# Stazione di Markt Erlbach
La stazione di Markt Erlbach è una stazione ferroviaria tedesca, capolinea della Zenngrundbahn. Serve l'omonimo centro abitato.